# Trons kapell (Vänersborg)

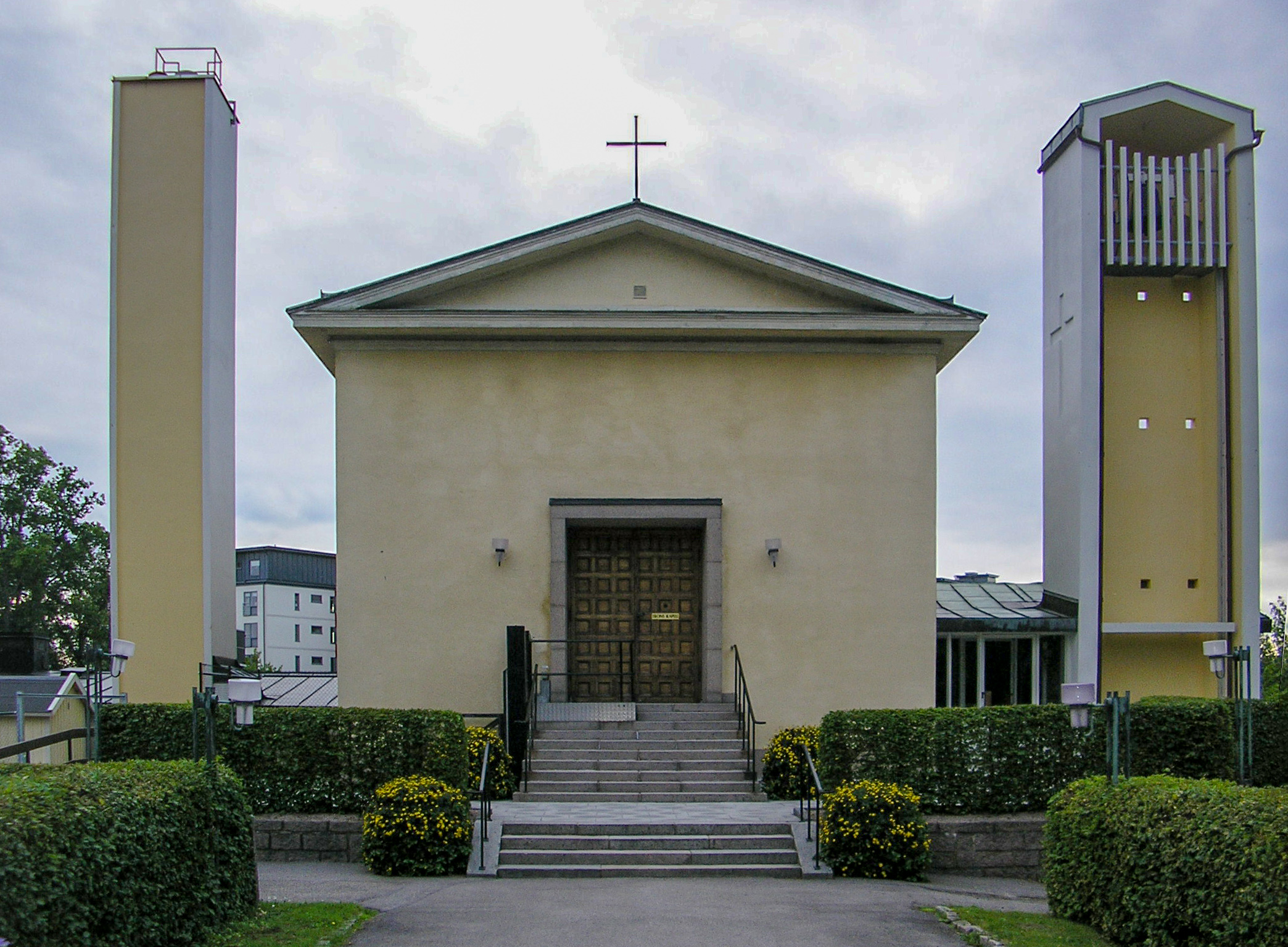
Trons kapell.

Trons kapell är ett kapellkrematorium i Vänersborg från 1931 uppfört efter ritningar av arkitekten Axel Emanuel Kumlien). Det är beläget vid stadens äldsta kyrkogård, som anlades 1808, och invid Vänersborgs gamla, nu nedlagda, lasarett. Kapellet byggdes till 1964, då det bland annat fick ett väntrum och en klockstapel. Beslutet om att bygga kapellet togs 1929.

## Galleri

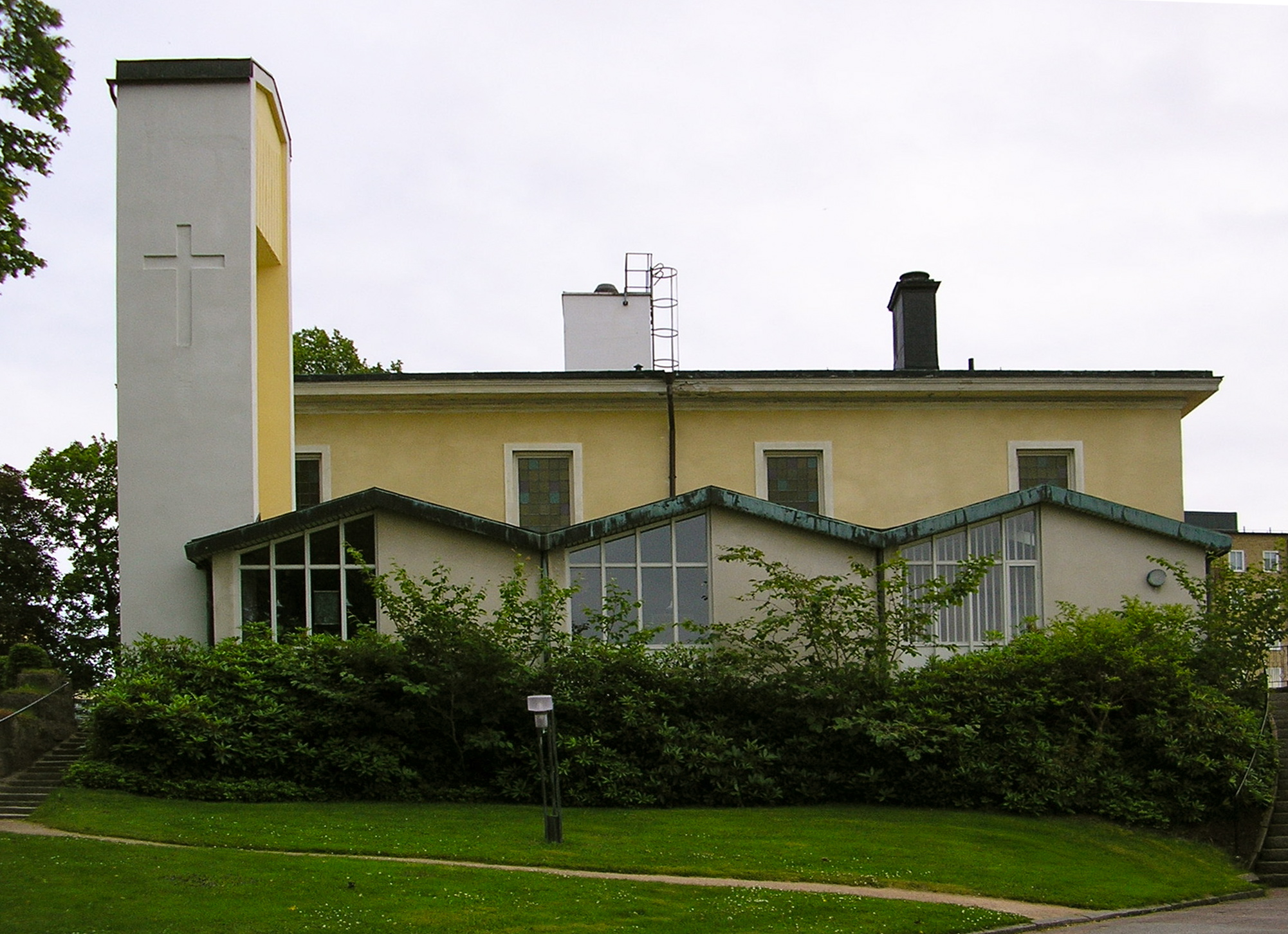
Kapellet från sidan.
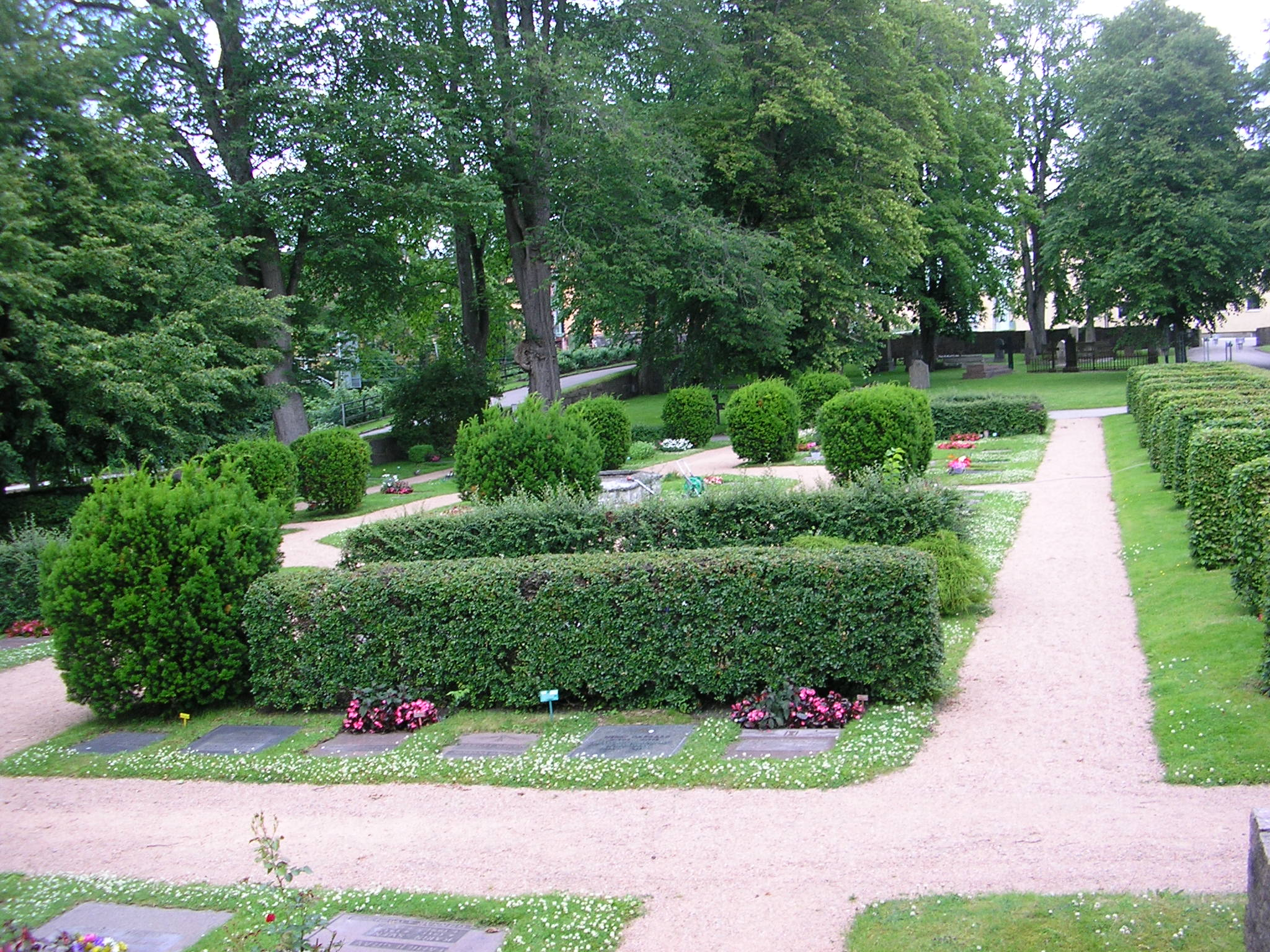
Kapellkyrkogården.